# Batalla de Marciano
La batalla de Marciano (también llamada batalla de Scannagallo) se libró el 2 de agosto de 1554 entre el Ducado de Florencia y la vecina República de Siena en la Toscana, como parte de las Guerras Italianas entre los reinos de Francia y España. Esta batalla supuso la derrota total de los sieneses frente a los florentinos, los cuales establecieron el Gran Ducado de la Toscana en 1569 anexionando definitivamente la República de Siena. Salvo los territorios que conformaron los Presidios de Toscana que pasaron a España. 